# Lancelot Perowne
Lancelot „Lance“ Edgar Connop Mervyn Perowne, CB, CBE (* 11. Juni 1902 in Kensington, London; † 24. März 1982) war ein britischer Offizier und zuletzt Generalmajor der British Army, der unter anderem zwischen 1952 und 1955 Kommandeur der 17th Gurkha Division war.

## Leben
Lancelot „Lance“ Edgar Connop Mervyn Perowne war der jüngere der beiden Söhne von Oberst John Thomas Woolrych Perowne und dessen Ehefrau Edith Marione Browne. Sein älterer Bruder war der Diplomat Sir Victor Perowne (1897–1951), der unter anderem von 1947 bis 1951 Gesandter beim Heiligen Stuhl war. Sein Großvater väterlicherseits war der anglikanische Geistliche John Perowne, der zwischen 1891 und 1901 Bischof von Worcester war. Sein Onkel Arthur Perowne war ebenfalls anglikanischer Geistlicher und zunächst zwischen 1920 und 1931 Bischof von Bradford sowie danach von 1931 bis 1941 wie bereits sein Vater Bischof von Worcester. Dessen Sohn, sein Cousin, war der Diplomat und Historiker Stewart Perowne, der mit der Forschungsreisenden und Reiseschriftstellerin Freya Madeline Stark verheiratet war. Er selbst absolvierte nach dem Besuch des Wellington College in Crowthorne eine Offiziersausbildung an der Royal Military Academy Woolwich und wurde nach deren Abschluss 1923 als Second Lieutenant in das Ingenieurskorps (Royal Engineers) übernommen. In den folgenden Jahren fand er zahlreiche Verwendungen als Offizier und Stabsoffizier.
Während des Zweiten Weltkrieges erhielt er am 27. Mai 1940 und am 21. Oktober 1941 den kommissarischen Rang als Acting Lieutenant-Colonel sowie am 26. November 1941 auch den zeitlich befristeten Dienstgrad als Temporary Lieutenant-Colonel. Nachdem er am 19. Mai 1942 die kommissarischen Ränge als Acting Colonel und zugleich als Acting Brigadier verliehen bekam, war er bis 1943 Kommandeur der 69. Flugabwehrbrigade (Commanding Officer, 69th Anti-Aircraft Brigade). In dieser Verwendung erhielt er am 19. November 1942 den kriegsdienstbezogenen Dienstgrad als War Substantive Lieutenant-Colonel sowie zeitgleich die zeitlich befristeten Dienstgrade als Temporary Colonel und als Temporary Brigadier. Im weiteren Kriegsverlauf war er von 1943 bis zum 3. November 1943 erst Kommandeur der 37. Flugabwehrbrigade (Commanding Officer, 37th Anti-Aircraft Brigade) sowie zuletzt vom 18. November 1943 bis zum 11. Juli 1945 Kommandeur der in Britisch-Indien und Burma eingesetzten 23. Infanteriebrigade (23rd Infantry Brigade), mit der er an den Einsätzen gegen die japanischen Operation U-gō (März 1944 bis Juni 1944) teilnahm. 1945 war er zeitweise auch Kommandeur des Militärgebiets Penang in British Malaya. Für seine Verdienste wurde er 1945 zum Commander des Order of the British Empire (CBE) ernannt sowie am 31. Juli 1945 zum Colonel befördert.
Nach Kriegsende blieb Lance Perowne zunächst in Britisch-Indien und war zwischen Februar und Juni 1946 Kommandeur der zur Britisch-Indischen Armee gehörenden 74th Indian Infantry Brigade. Nach seiner Rückkehr war er von 1947 bis 1948 erst Kommandant der Schule für kombinierte Operationen (School of Combined Operations) und zwischen 1949 und 1951 Kommandeur der 151. Brigade (151st Northumberland and Durham Light Infantry Brigade). Nachdem ihm der zeitlich befristete Dienstgrad als Temporary Major-General verliehen wurde, war er zwischen dem 22. Mai 1951 und Mai 1952 Leiter der britischen Militärmission in Griechenland. In dieser Verwendung wurde er am 13. Juni 1951 zum Brigadier sowie am 1. Januar 1952 auch zum Major-General befördert. Am 7. Mai 1952 kehrte er nach British Malaya zurück und wurde während der sogenannten Malayan Emergency, einem bewaffneten Konflikt in der Region, Kommandeur der dortigen Gurkha-Brigade (Brigade of Gurkhas) sowie im September 1955 erster Kommandeur der neu aufgestellten 17. Gurkha-Division (General Officer Commanding, 17th Gurkha Division) wurde. Auf diesem Posten blieb er bis zum 6. Mai 1955 und wurde daraufhin von Generalmajor Richard Anderson abgelöst. Zugleich fungierte er zwischen dem 7. Mai 1952 und dem 6. Mai 1955 als Kommandeur des Militärbezirks Südmalaya (District Officer Commanding South Malaya District). Für seine Verdienste wurde er 1953 auch Companion des Order of the Bath (CB). Nach seiner Rückkehr trat er am 7. August 1955 in den Ruhestand und war später als Direktor von Unternehmen tätig. 1957 war er militärischer Berater bei den Dreharbeiten zu dem Film Die Brücke am Kwai.
Lancelot Perowne heiratete 1927 die aus Köln stammende Gertrude Jenny Johanna Stein.